# Ceroctis korana
Ceroctis korana es una especie de coleóptero de la familia Meloidae.

## Distribución geográfica
Habita en Sudáfrica.